# Elisabeth Rethberg
Elisabeth Rethberg   (Schwarzenberg, 22 de setembre de 1894 - Yorktown Heights, 6 de juny de 1976) va ser una cantant d'òpera amb veu de soprano de renom internacional, activa des de l'època de la Primera Guerra Mundial fins a principis dels anys quaranta.
Va estudiar al conservatori de Dresden amb Otto Watrin i va debutar operísticament a la ciutat alemanya junt amb Richard Tauber el 16 de juny de 1915 com a Arsena a Der Zigeunerbaron, de Johann Strauss II.
Rethberg va cantar a l'òpera de Dresden fins al 1922. En aquell any va debutar amb la Metropolitan Opera com a Aida en l'òpera de Giuseppe Verdi. Es va traslladar als Estats Units i es va quedar en el Metropolitan durant vint temporades, cantant 30 papers a l'escenari i en l'estudi de gravació, al costat de col·legues tenors com Beniamino Gigli, Giovanni Martinelli i Giacomo Lauri-Volpi. També va ser contractada per la Royal Opera House de London, Covent Garden, on va cantar el 1925 i el 1934-1939. Al Festival de Salzburg, a Àustria, també la van escoltar, igual que el públic de Milà i d'altres llocs d'Europa. Rethberg va tornar sovint a Dresden, on, el 1928, va crear el paper protagonista de Richard Strauss a Die Ägyptische Helena.
Durant la segona meitat de la dècada de 1930, la veu de Rethberg va perdre part de la seva brillantor, degut potser al cant freqüent d'Aida i altres papers més pesats. Es va retirar de l'escenari el 1942.
Va fer enregistraments d'àries i peces de conjunt a Alemanya i els Estats Units entre el 1921 i l'esclat de la Segona Guerra Mundial. Molts d'aquests estan disponibles en transferències de LP i CD.
Els registres més destacats del seu art, però, poden ser els enregistraments en directe de Metropolitan que inclouen òperes completes de Mozart, Verdi i Wagner. Aquests enregistraments són força difícils d'obtenir a Amèrica, ja que el Met en prohibeix la venda als Estats Units, per motius de drets d'autor. Inclouen Les noces de Figaro, de Mozart', i Il Trovatore, de Verdi, Simon Boccanegra i Otello.
Rethberg estava casada en primeres noces amb Ernst Albert Dormann, i el 1956 es va casar amb l'actor i cantant d'origen rus George Cehanovsky (1892-1986). Rethberg va morir a Yorktown Heights, Nova York, el 1976, a l'edat de 81 anys.